# Maladera spinosa
Maladera spinosa är en skalbaggsart som beskrevs av Brenske 1899. Maladera spinosa ingår i släktet Maladera och familjen Melolonthidae. Inga underarter finns listade i Catalogue of Life.